# Lerista eupoda
Lerista eupoda — вид сцинкоподібних ящірок родини сцинкових (Scincidae). Ендемік Австралії.

## Поширення і екологія
Lerista eupoda мешкають в посушливих внутрішніх районах Західної Австралії, між містами Мікатарра і Куе. Вони живуть в сухих заростях мульги, що ростуть на глинистих ґрунтах.